# 黄柳橋
黄柳橋（つげばし）は、愛知県新城市乗本の黄柳川に架かる道路橋。

## 歴史
黄柳川や黄柳川が合流する宇連川は江戸時代から河川舟運に用いられており、黄柳橋のたもとには鵜飼船の碑がある。上流部から船で運ばれた物資が羽根河岸と呼ばれるこの場所で引き揚げられ、豊川鉄道鳳来寺口駅（現・JR飯田線本長篠駅で鉄道に移し替えられ、豊橋市方面に運ばれた。

### 初代の架橋
1881年（明治14年）にはこの場所に、木造方杖橋の初代黄柳橋が架けられた。

### 2代目の架橋
1918年（大正7年）11月、2代目黄柳橋である鉄筋コンクリート造オープンアーチ橋が完成し、1919年（大正8年）3月4日に渡橋式が行われた。
1989年（平成元年）頃には取り壊しも検討されていたが、高校教諭の天野武弘や土木史学者で名古屋大学助教授の馬場俊介が貴重な土木遺産であるとして保存を訴えた。1992年（平成4年）には愛知県が正式に保存を決定し、約7700万円を投じて支柱を補強するなどした。

### 3代目の架橋
2代目の幅員の狭さが理由で、1994年（平成6年）春、2代目の下流側に3代目黄柳橋が架けられた。2代目黄柳橋（旧黄柳橋）は歩行者専用橋として引き続き使用されている。
1998年（平成10年）9月2日、2代目黄柳橋が登録有形文化財に登録された。土木構造物としては愛知県初の登録有形文化財である。
2005年（平成17年）に愛知県教育委員会によって刊行された『愛知県の近代化遺産』には、旧郡界橋、真弓橋、前橋、ウルシゼ橋とともに「三河山間部の黎明期のRCアーチ橋群」として2代目黄柳橋が掲載されている。
- 3代目黄柳橋の路面

## 旧黄柳橋

### 歴史
1918年（大正7年）に2代目黄柳橋として架けられた橋である。荷馬車などを通過させるための耐久性の高い橋が必要となり、すでに鉄骨造の橋は普及していたが、鉄骨の搬入が困難な山間部に架橋するためにコンクリートが採用された。なお、日本初の鉄筋コンクリートアーチ橋は1904年（明治37年）に架けられた京都の大岩橋とされることがある。
設計者は愛知県技師の吉田仙之丞。当時の橋梁台帳には吉田の他に、舘喜八郎や和田清三郎の名前も見られる。全長51.2メートル、幅員3.6メートル。

### 特色
当時は99%が木橋だった時代であり、コンクリート橋は極めて珍しかった。愛知県では最初期の鉄筋コンクリート造道路橋である。愛知県では東加茂郡足助町と北設楽郡武節村（現・豊田市小田木町）を結ぶ郡界橋（1917年）、武節村（現・豊田市川手町）の漆瀬橋（1918年）、武節村（現・豊田市大野瀬町）の前橋（1919年）などが同時期に架けられている。建設作業員は誰一人としてコンクリートになじみがなく、吉田仙之丞が型枠を外して見せるまで誰も手を付けようとしなかったという逸話が残っている。
全長が50メートルを超えるため、路面とアーチ環が離れており（開腹アーチ橋、オープンアーチ形式、オープンスパンドレルアーチ橋）、その間を4.4メートルから8.2メートルの柱がつないでいる。橋脚間の支間（スパン）は30.3メートルであり、開腹アーチ橋としては日本国内最長であった。
1927年（昭和2年）には東京の神田川に支間32メートルの聖橋が架けられ、開腹アーチ橋の支間における日本一の座を譲ったが、大正時代に架けられた開腹アーチ橋としては最大のスパンを有する。聖橋は1923年（大正12年）9月1日の関東大震災後に架けられた震災復興橋梁のひとつである。

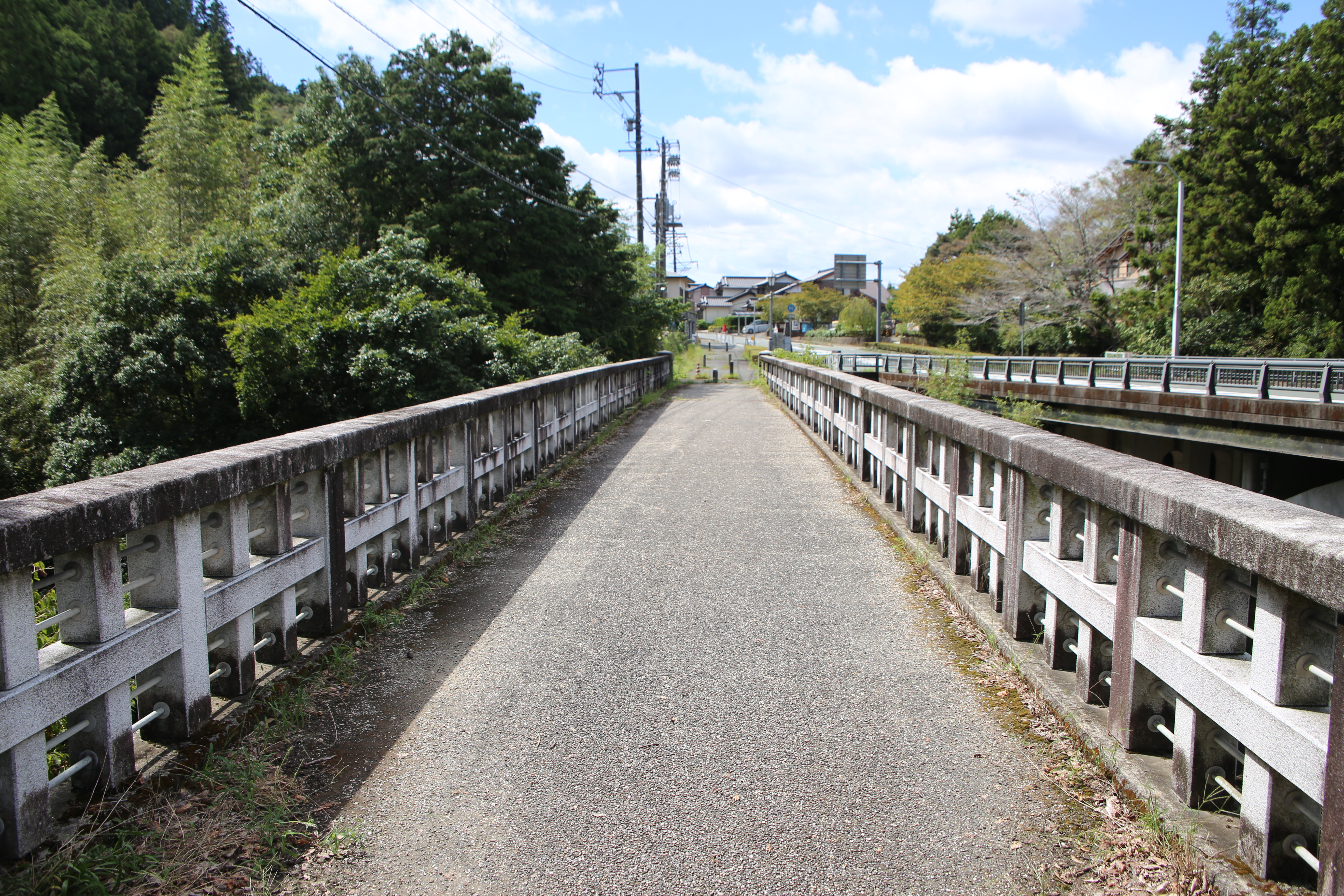
2代目黄柳橋の路面
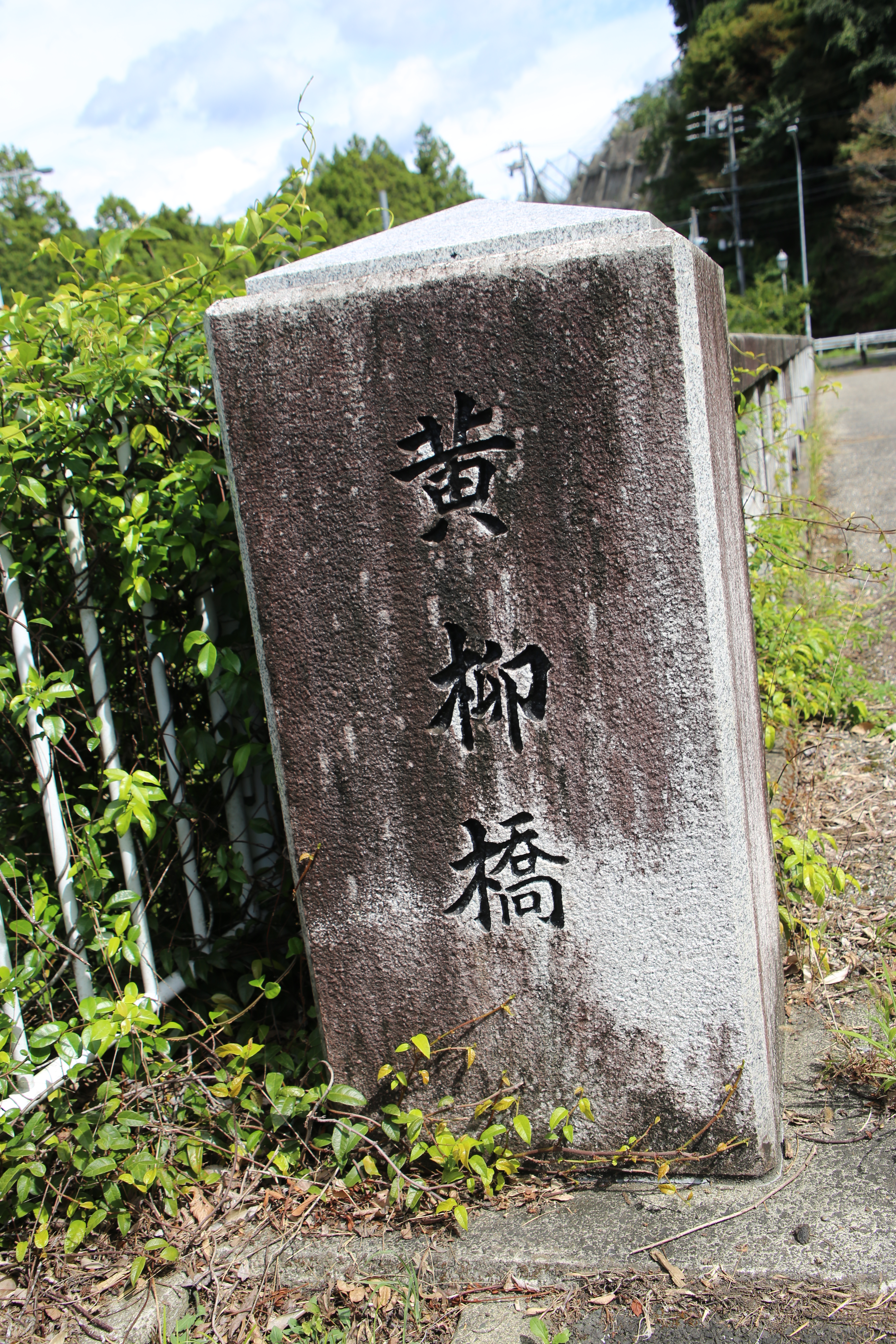
2代目黄柳橋の親柱
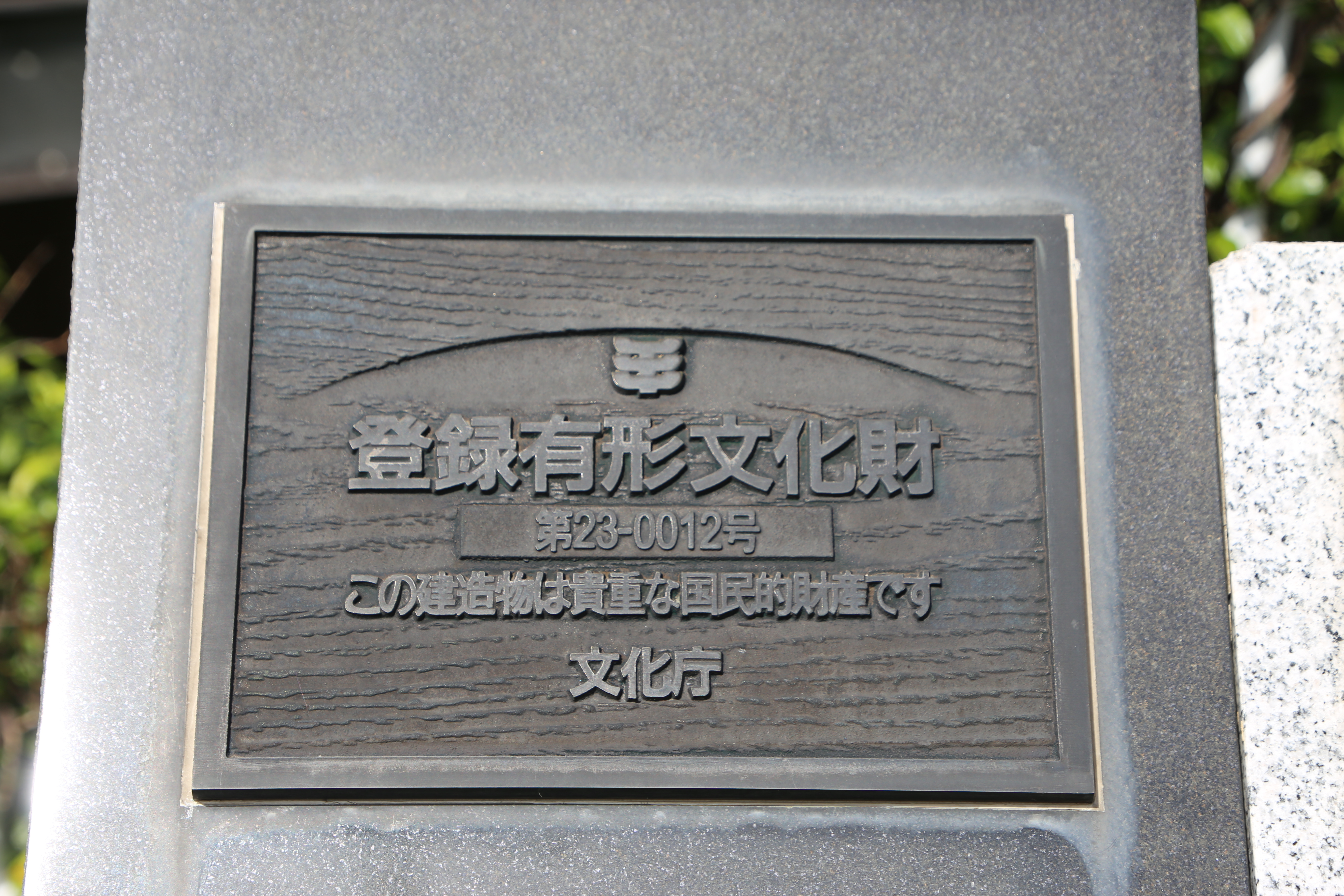
登録有形文化財プレート

## 現地情報
所在地
- 愛知県新城市乗本[1]

交通アクセス
- JR飯田線本長篠駅より徒歩7分[6]。2本の橋の間にある階段から河原に降りることができ、渓谷と橋の姿を見学することができる[6]。

### WEB
1. 1 2 3 4 5 6 7 8 9  “旧黄柳橋”. 国指定文化財等データベース.   文化庁. 2024年9月24日閲覧。
2. 1 2 3 4 5 6 7 8  “旧黄柳橋”. 文化遺産オンライン.   文化庁. 2024年12月2日閲覧。
3. ↑  “大正ロマンを求めて新城市内の旧黄柳橋（きゅうつげばし）と、三河大野を散策しました。”.   愛知県 (2014年10月29日). 2024年12月2日閲覧。
4. ↑  “旧黄柳橋”.   新城市. 2024年12月2日閲覧。

### 書籍
1. 1 2 3 4 5 6 7  福田一豊 2010, p. 20.
2. 1 2 3 4 5 6 7  東海近代遺産研究会 1994, pp. 110–111.
3. 1 2 3 4 5  愛知県教育委員会生涯学習課文化財保護室 2005, pp. 232–233.

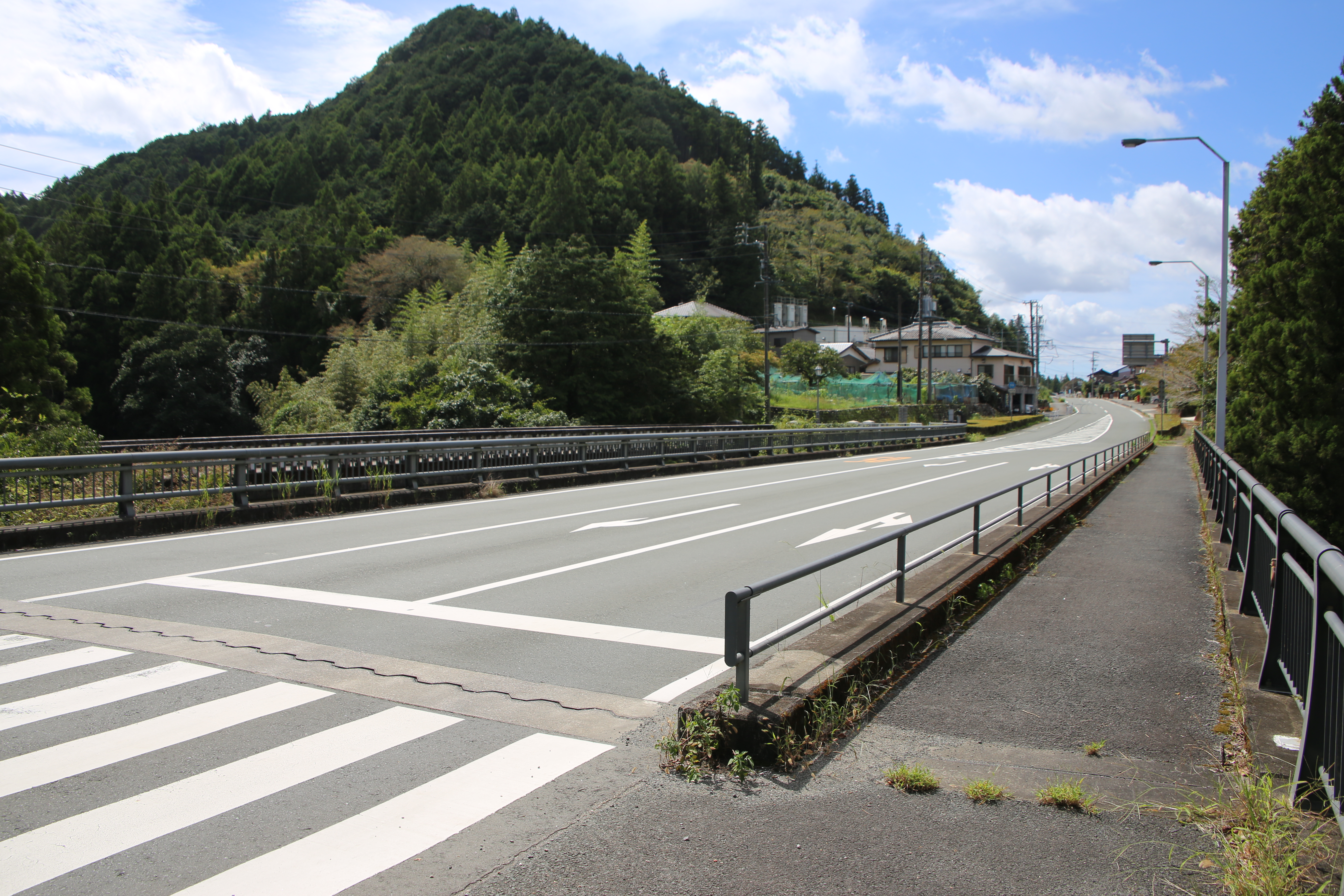
3代目黄柳橋の路面

4. 1 2  「奥三河にひっそり、旧黄柳橋に光 撤去の運命、国文化財に」『朝日新聞』1998年3月21日
5. 1 2  斎藤徹 2021.
6. 1 2  福田一豊 2010, p. 21.